# Saviinae
Saviinae, podtribus iz porodice filantusovki (Phyllanthaceae), dio tribusa Bridelieae, podporodica Phyllanthoideae. 
Pripada mu 15 vrsta u pet rodova. Tipični je Savia sa dvije vrste u Americi

## Rodovi
1. Savia Willd. (2 spp.)
2. Gonatogyne Klotzsch ex Müll. Arg. (1 sp.)
3. Croizatia Steyerm. (5 spp.)
4. Tacarcuna Huft (3 spp.)
5. Discocarpus Klotzsch (4 spp.)